# Tombe protobyzantine avec des fresques à Niš
La tombe protobyzantine avec des fresques à Niš (en serbe cyrillique : Рановизантијска гробница са фрескама у Нишу ; en serbe latin : Ranovizantijska grobnica sa freskama u Nišu) se trouve à Niš, dans la municipalité de Pantelej et dans le district de Nišava, en Serbie. Elle est inscrite sur la liste des monuments culturels d'importance exceptionnelle de la République de Serbie (identifiant no SK 290),,,.

## Présentation
La tombe a été découverte accidentellement en 1953 par l'archéologue Đorđe Mano Zisi (1901-1995) sur la rive droite de la Nišava, sur le site d'une nécropole remontant à l'Antiquité tardive dans le quartier de Jagodin mala,.
De plan rectangulaire, il mesure 2,63 × 2,23 m ; elle est construite en briques et est dotée d'une voûte en berceau dont la hauteur maximale est de 1,78 m. Du côté est, se trouve un escalier qui descendait jusqu'à une entrée fermée par une dalle de pierre coulissant verticalement dans des rainures,.
L'intérieur est divisé par des murets en quatre espaces funéraires,. Une niche rectangulaire est creusée dans le mur ouest,.
L'intérieur de la tombe est orné de fresques,. Sur le mur est, du côté de l'entrée, est peint un christogramme entouré par des branches de palmier formant comme une couronne ; de part et d'autre de ce christogramme se tiennent deux personnages identifiés comme les apôtres saint Pierre et saint Paul,. Sur le mur ouest, se trouvent un christogramme entouré d'une couronne et d'un nimbe et deux personnages debout dont on ignore s'ils représentent des figures bibliques, des martyrs ou des personnages enterrés dans la tombe,. Sur les murs de la tombe se trouve une représentation de la clôture séparant le Paradis terrestre et le Paradis céleste et, au-dessus et sur la voûte, se trouvent des symboles du paradis : vignes, grappes de raisin et représentations d'oiseaux,.
Sur la base d'analogies de décoration, il est possible de dater cette tombe d'une période allant du milieu du IVe siècle au milieu du Ve siècle,.
Des travaux de conservation ont été réalisés en 1954 et 1958, de sorte que la tombe est toujours accessible aujourd'hui,.

Maquette et copie conservées au Musée national de Niš
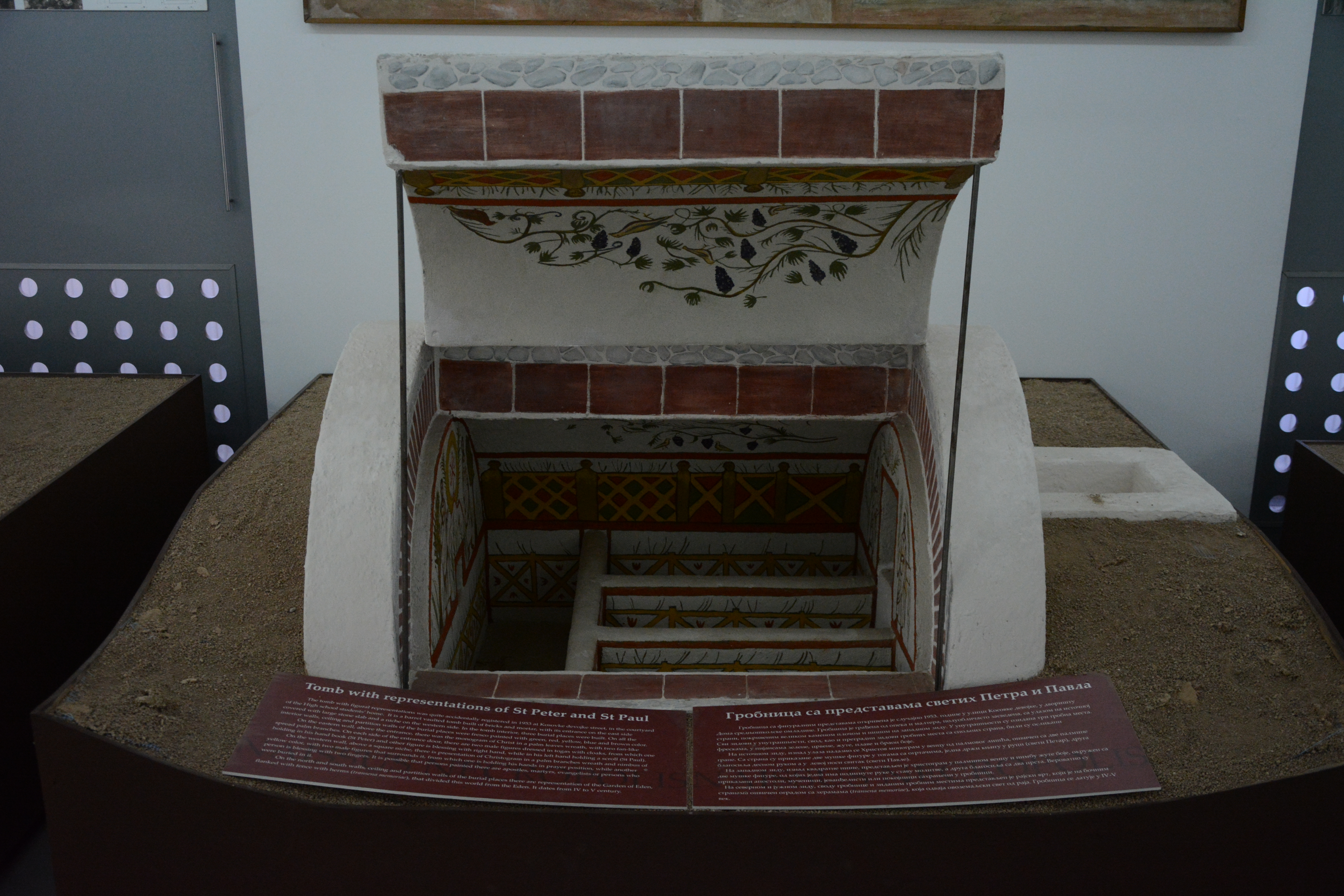
Maquette de la tombe.
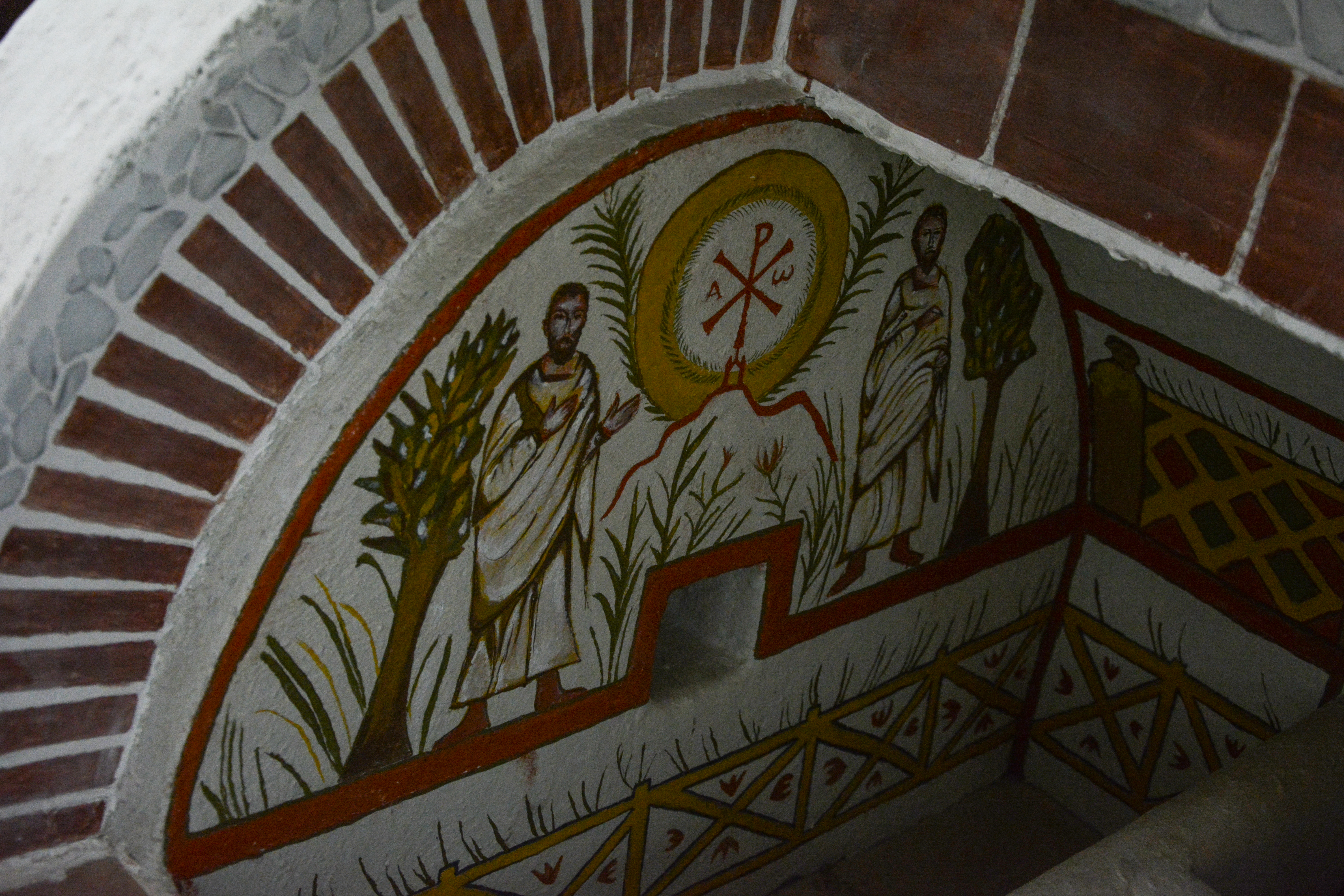
Détail de la maquette.
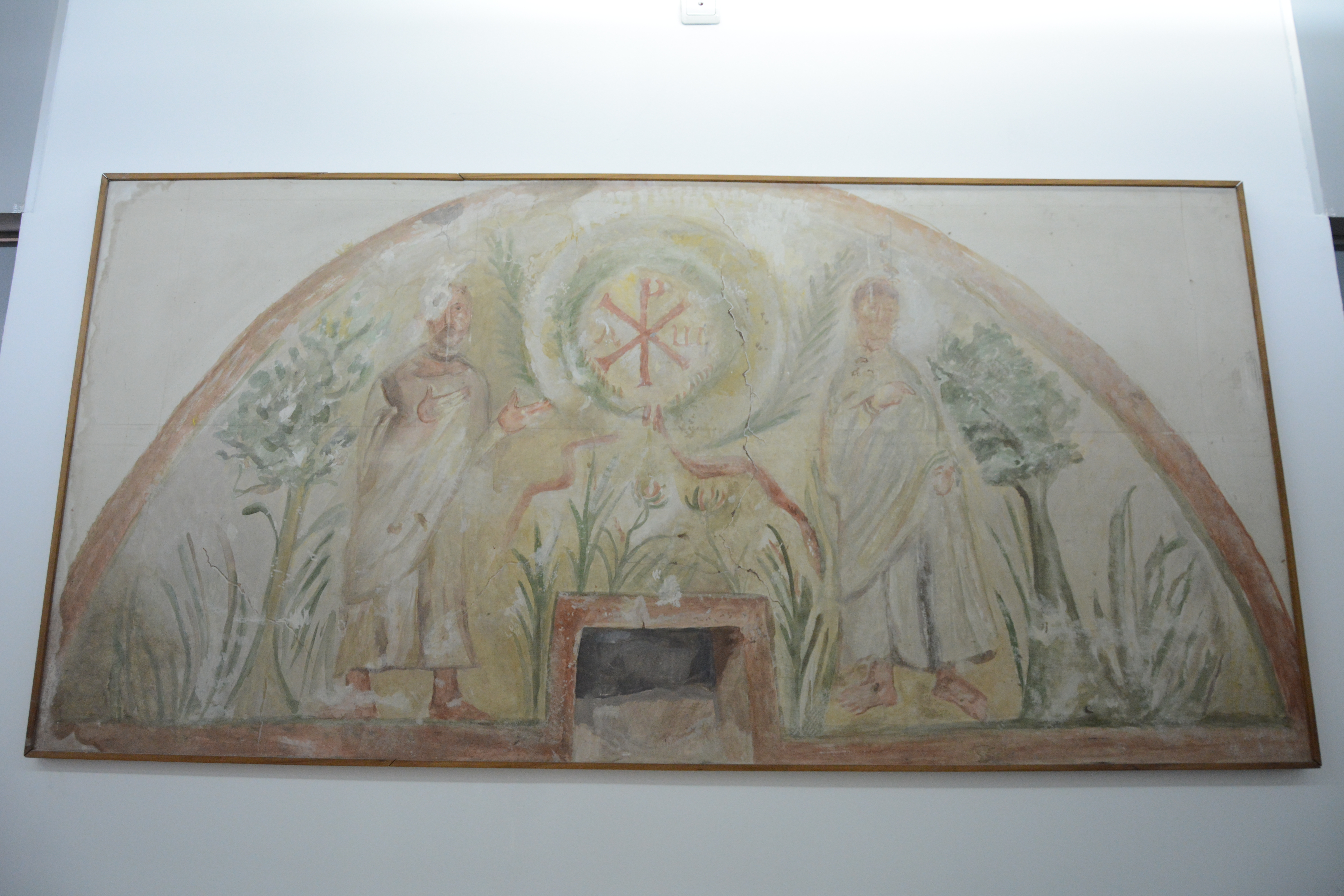
Vue d'un christogramme.